# Dennis Hopper
Dennis Lee Hopper (Dodge City, 17 de maio de 1936 — Venice, 29 de maio de 2010) foi um ator e cineasta norte-americano.
Ficou famoso mundialmente ao dirigir e estrelar ao lado de Peter Fonda e Jack Nicholson o filme Sem Destino (1969). Como ator, apareceu pela primeira vez no western Johnny Guitar, de 1954.
Em 2010, foi revelado que Dennis Hopper sofria de câncer da próstata em estágio terminal. A doença tornou-se irreversível e o ator faleceu em 29 de maio do mesmo ano.

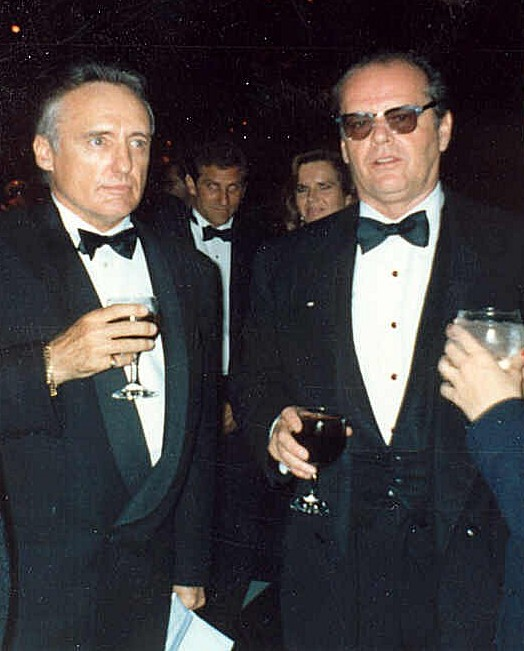
Dennis Hopper e Jack Nicholson no Oscar em 26 de março de 1990.

## Família
Foi casado com a atriz Brooke Hayward com quem teve uma filha chamada Marin Hopper, nascida em 1962. Foi depois casado com a atriz Michelle Phillips, um casamento que teve a duração de  oito dias.
Em 1972, casou pela terceira vez: com a atriz Daria Halprin, casamento que acabou em 1976, e do qual nasceu uma filha chamada Ruthana Hopper, em 1974. Em seguida, Dennis casou com a atriz Katherine LaNasa com quem teve um filho chamado Henry Hopper.
Desde 1996, Dennis foi casado com a atriz Victoria Duffy com quem teve uma filha Galen Grier Hopper, nascida em 2003. Hopper ficou conhecido por dirigir e atuar no clássico Easy Rider - Sem Destino de 1969, ao lado de Peter Fonda. Além do filme, marco da contracultura da década de 1960, Dennis Lee Hopper interpretou um fotojornalista no longa Apocalipse Now (1979), dirigido por Francis Ford Coppola, e o vilão Frank Booth de Veludo Azul (1986), dirigido por David Lynch. Ao lado do amigo e mentor, James Dean, apareceu, na década de 1950, nos dramas Juventude Transviada e Giant (Assim Caminha a Humanidade).

## Filmografia (seleção)
- Johnny Guitar (1954)
- Rebel Without a Cause (1955)
- I Died a Thousand Times (1955)
- Giant (1956)
- Gunfight at the O.K. Corral (1957)
- The Story of Mankind (1957)
- Sayonara (1957) (voz)
- From Hell to Texas (1958)
- The Young Land (1959)
- Key Witness (1960)
- Night Tide (1961)
- Tarzan and Jane Regained… Sort of (1964)
- The Sons of Katie Elder (1965)
- Queen of Blood (1966)
- The Trip (1967)
- Cool Hand Luke (1967)
- The Glory Stompers (1968)
- Hang 'Em High (1968)
- Panic in the City (1968)
- Head (1968)
- Easy Rider (1969)
- Grit (1969)
- The Festival Game (1970) (documentário)
- The American Dreamer (1971) (documentário)
- The Last Movie (1971)
- The Other Side of the Wind (1972) (sem lançamento)
- Crush Proof (1972)
- Kid Blue (1973)
- Tracks (1976)
- Mad Dog Morgan (1976)
- The American Friend (1977)
- The Sorceror's Apprentice (1977)
- Flesh Color (1978)
- Last In, First Out (1978)
- Apocalypse Now (1979)
- Bloodbath (1979)
- Out of the Blue (1980)
- Reborn (1981)
- King of the Mountain (1981)
- Human Highway (1982)
- Rumble Fish (1983)
- The Osterman Weekend (1983)
- White Star (1983)
- Jungle Warriors (1984)
- The Inside Man (1984)
- My Science Project (1985)
- Riders of the Storm (1986)
- The Texas Chainsaw Massacre 2 (1986)
- River's Edge (1986)
- Blue Velvet (1986)
- Hoosiers (1986)
- Running Out of Luck (1987)
- [Black Widow (1987)
- Straight to Hell (1987)
- O.C. and Stiggs (1987)
- The Pick-up Artist (1987)
- Blood Red (1989)
- Chattahoochee (1989)
- Flashback (1990)
- Hollywood Mavericks (1990) (documentário)
- Catchfire (1990)
- Superstar: The Life and Times of Andy Warhol (1990) (documentário)
- Motion & Emotion (1990) (documentário)
- Sunset Heat (1991)
- Paris Trout (1991)
- Hearts of Darkness: A Filmmaker's Apocalypse (1991) (documentário)
- Picture This: The Times of Peter Bogdanovich in Archer City, Texas (1991) (documentário)
- The Indian Runner (1991)
- Eye of the Storm (1991)
- SnowwhiteRosered (1991) (documentário)
- Red Rock West (1992)
- The Revenge of the Dead Indians (1993)
- Boiling Point (1993)
- Super Mario Bros. (1993)
- Romance (1993)
- Chasers (1994)
- Speed (1994)
- Search and Destroy (1995)
- Waterworld (1995)
- Samson and Delilah(1996)
- Cannes Man (1996)
- Carried Away (1996)
- Space Truckers (1996)
- Basquiat (1996)
- The Last Days of Frankie the Fly (1996)
- Top of the World (1997)
- The Good Life (1997)
- The Blackout (1997)
- Who Is Henry Jaglom? (1997) (documentário)
- Road Ends (1997)
- Black Dahlia (1998) (videogame)
- Michael Angel (1998)
- Meet the Deedles (1998)
- Robert Rauschenberg: Inventive Genius (1999) (documentário) (narrador)
- The Prophet's Game (1999)
- Lured Innocence (1999)
- The Source (1999) (documentário)
- EDtv (1999)
- Straight Shooter (1999)
- Jesus' Son (1999)
- The Venice Project (1999)
- Bad City Blues (1999)
- The Spreading Ground (2000)
- Luck of the Draw (2000)
- Welcome to Hollywood (2000)
- Held for Ransom (2000)
- Ticker (2001)
- Choke (2001)
- Knockaround Guys (2001)
- Jazz Seen: The Life and Times of William Claxton (2001) (documentário)
- L.A.P.D.: To Protect and to Serve (2001)
- 1 Giant Leap (2002) (documentário)
- I Don't Know Jack (2002) (documentário)
- Unspeakable (2002)
- Leo (2002)
- Venice: Lost and Found (2002) (documentário)
- The Piano Teacher (2002)
- Easy Riders, Raging Bulls (2003) (documentário)
- A Decade Under the Influence (2003) (documentário)
- Dennis Hopper: Create (or Die) (2003) (documentário)
- The Night We Called It a Day (2003)
- Legacy (2004)
- The Keeper (2004)
- Out of Season (2004)
- Tell Them Who You Are (2004) (documentário)
- Inside Deep Throat (2005) (documentário) (narrador)
- House of 9 (2005)
- Hoboken Hollow (2005)
- Americano (2005)
- Going Through Splat: The Life and Work of Stewart Stern (2005) (documentário)
- Champion (2005) (documentary)
- The Crow: Wicked Prayer (2005)
- Land of the Dead (2005)
- Sketches of Frank Gehry (2005) (documentário)
- Tainted Love (2006)
- The Holy Modal Rounders: Bound to Lose (2006) (documentário)
- Rising Son: The Legend of Skateboarder Christian Hosoi (2006) (documentary) (narrator)
- 10th & Wolf (2006)
- Andy Warhol: A Documentary Film (2006) (documentário)
- 3055 Jean Leon (2006) (documentário)
- Memory (2006)
- By the Ways: A Journey with William Eggleston (2007) (documentário)
- Hell Ride (2008)
- Sleepwalking (2008)
- Bananaz (2008) (documentário)
- Elegy (2008)
- Générations 68 (2008) (documentário)
- Swing Vote (2008)
- Chelsea on the Rocks (2008) (documentário)
- Palermo Shooting (2008)
- Ferlinghetti: A City Light (2008) (documentário)
- An American Carol (2008)
- Shooting Palermo (2008) (documentário)
- The Brothers Warner (2008) (documentário)
- No Subtitles Necessary: Laszlo & Vilmos (2008) (documentário)
- Dead On: The Life and Cinema of George A. Romero (2008) (documentário)
- The Last Film Festival (2009)
- Forever (2009)
- Deadly Creatures (2009) (videogame)
- Alpha and Omega (filme\animação) (2010)